# Nuno Janeiro
Nuno Miguel Janeiro da Silva (Abrantes, 29 de Novembro de 1977) é um actor e modelo português.

## Televisão
- Elenco principal, Samuel Viegas (Sam) em Morangos com Açúcar (4.ª série), TVI - 2006/2007
- Elenco principal, Vicente Oliveira em Fascínios, TVI - 2007/2008
- Elenco principal, Tiago Gouveia em Flor do Mar, TVI - 2008/2009
- Elenco principal, Rodrigo Cunha em Mar de Paixão, TVI - 2010/2011
- Participação especial, Xavier em A Família Mata, SIC - 2011
- Elenco principal, Bruno em Laços de Sangue, SIC - 2011
- Participação secundária, Ricardo em Dancin' Days, SIC - 2012
- Elenco principal, Luís Assunção em Bem-Vindos a Beirais, RTP - 2013/2015
- Concorrente de Dança com as Estrelas, TVI - 2015
- Participação secundária, Ronaldo em A Única Mulher, TVI - 2016
- Participação secundária, Bruno em Amor Maior, SIC - 2017
- Participação secundária, Luís em Espelho d'Água, SIC - 2017
- Elenco principal, Conde de Vimioso em Madre Paula (série), RTP - 2017
- Elenco Principal, Bernardo (Benny) Reis em Vidas Opostas, SIC - 2018/2019
- Antagonista, Bruno Junqueira em Alguém Perdeu, CMTV - 2019
- Elenco recorrente, Nelson em Lua de Mel, SIC - 2022